# 아이미촌 (아이치현 누카타군)
아이미촌(相見村)은 아이치현 누카타군에 설치되었던 촌이다. 현재의 고타정에 해당한다.